# Ay (fleuve)
Pour les articles homonymes, voir AY.
L'Ay est un fleuve côtier du Cotentin sis dans le département de la Manche, en région Normandie et qui se jette dans la Manche. 
Son étroit bassin versant ne lui donne qu'un débit médiocre, toutefois il présente un grand intérêt écologique comme en témoigne la mise en place d'un important site Natura 2000.

## Géographie

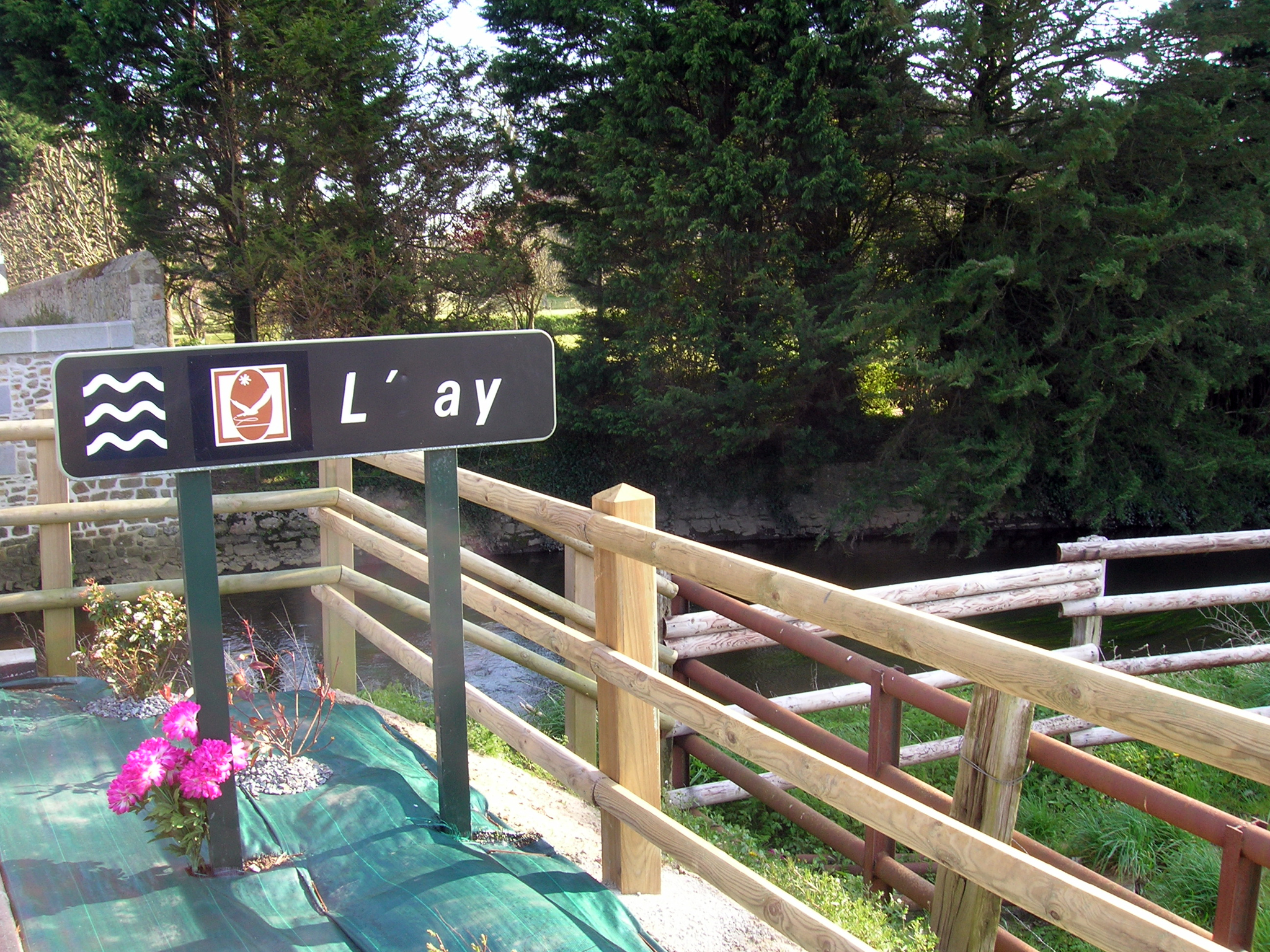
L'Ay à Lessay.

Long de 32,6 kilomètres, l'Ay prend sa source, sous le nom de Champeaux, en limite des territoires des communes de Gratot et La Vendelée, à 122 mètres d'altitude, quelques kilomètres au nord de Coutances, s'écoule selon une direction septentrionale parallèle au littoral avant d'incliner son cours en direction de l'ouest dans ses derniers kilomètres et de déboucher dans la Manche par le grand havre de Saint-Germain-sur-Ay après avoir arrosé la commune de Lessay.

### Communes et cantons traversés
Dans le seul département de la Manche, l'Ay traverse les neuf communes suivantes, de l'amont vers l'aval, de Gratot (source), La Vendelée, Monthuchon, Saint-Sauveur-Villages, Muneville-le-Bingard, La Feuillie, Millières, Vesly, Lessay (confluence).
Soit en termes de cantons, l'Ay prend dans le canton de Coutances, traverse le canton d'Agon-Coutainville, conflue dans le canton de Créances, le tout dans l'arrondissement de Coutances.

### Bassin versant
Le bassin de l'Ay, au centre-ouest du département de la Manche, avoisine ceux de la Douve au nord et à l'est et de la Sienne au sud.
L'Ay traverse les quatre zones hydrographiques suivantes de « L'Ay de sa source au confluent de la rivière de Claids (exclu) », « La rivière de Claids de sa source au confluent de l'Ay (exclu) », « L'Ay du confluent du confluent du ruisseau d'Angoville (exclu) à l'embouchure », « L'Ay du confluent de la rivière de Claids (exclu) au confluent du ruisseau d'Angoville (inclus) ».

### Organisme gestionnaire
l'Organisme gestionnaire est le syndicat du SAGE COC ou Côtiers Ouest Cotentin, sis à Gavray

## Affluents
L'Ay a quinze tronçons affluents référencés dont trois de plus de 5 km de long.
Le fleuve reçoit des affluents de taille non négligeable comme la Claids (rd), 10 kilomètres avec trois affluents et de rang de Strahler trois, le Hocquet (rg), 6 kilomètres avec trois affluents et de rang de Strahler trois, et la Brosse (rd), 14,4 kilomètres, le plus important de ses tributaires avec un seul affluent et de rang de Strahler deux.

### Rang de Strahler
Donc le rang de Strahler de l'Ay est de quatre par la Claids ou le Hocquet.

## Hydrologie
Le débit de l'Ay s'avère plutôt faible avec 1,5 m3/s mesuré à l'exutoire dans le cadre d'un régime hydrologique de type pluvial océanique caractérisé par d'importantes variations du module avec une période de hautes eaux concentrée en hiver et des basses eaux particulièrement prononcées durant la période estivale. Le fort coefficient d'excessivité s'explique par la nature des roches favorisant un écoulement brutal et immédiat des précipitations conjugué à l'évapotranspiration plus forte en été que durant l'hiver. L'ensemble du bassin versant, d'une superficie réduite de 154 km2, est affecté par un climat océanique caractérisé par sa modération avec une faible amplitude thermique annuelle (à Coutances, pour une moyenne de 11,5 °C, le mois de janvier, le plus frais, bénéficie d'une température de 5 °C, celui de juillet, le plus chaud, de 17 °C) et des précipitations relativement abondantes (1 000 mm) bien réparties sur toute l'année avec des mois d'automne et d'hiver plus humides que ceux de printemps et d'été.

## Aménagements et écologie

### Milieu naturel

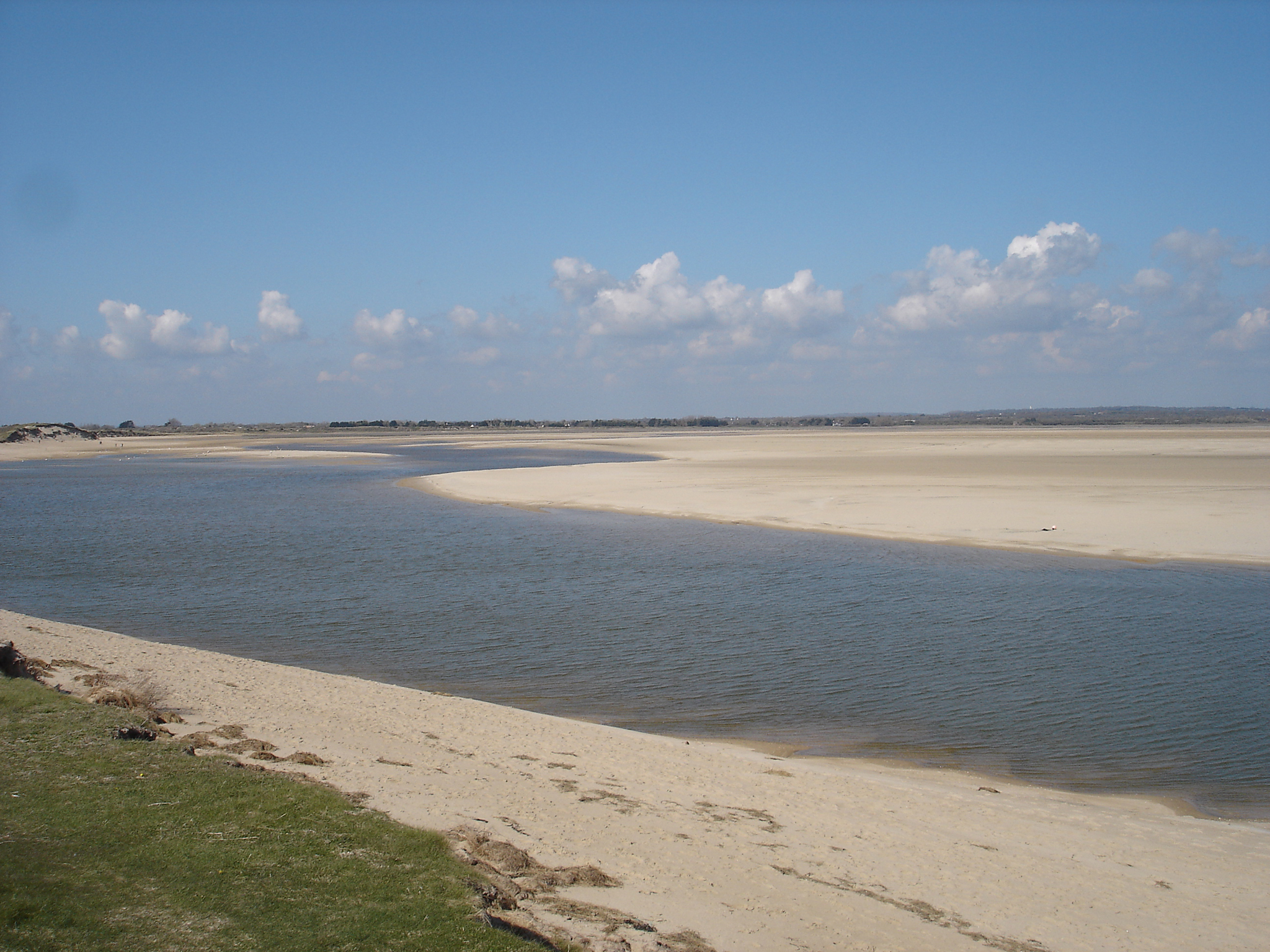
Le havre de Lessay.

Le cours d'eau coule dans une vallée essentiellement constituée de sables quaternaires qui présentent en aval des placages de tangue (sable vaseux utilisé comme engrais) et recèlent en amont des poches tourbeuses. La nappe d'eau superficielle du bassin versant joue un rôle déterminant dans l'alimentation des zones humides situées près de l'Ay et de ses affluents.

### Natura 2000
Une partie du bassin versant de l'Ay est occupée par le site Natura 2000 « havre de Saint-Germain-sur-Ay - landes de Lessay », considéré comme site d'importance communautaire. Cette zone remarquable rassemble plusieurs espaces naturels différents sur une superficie totale de 4 140 hectares : une partie littorale regroupant des ensembles dunaires et de pré salé ou schorre sur 1 350 hectares, la vallée septentrionale du fleuve qui est le domaine des marais sur 220 hectares et des lieux dispersées dans le bassin versant amont présentant des paysages de landes à bruyères et de tourbières acides sur 2 570 hectares. Les objectifs sont de préserver des écosystèmes fragiles, la diversité de la flore et de la faune, de maintenir une bonne qualité de l'eau tout en assurant une promotion du site par l'intermédiaire d'activités de découverte et d'un tourisme raisonné. Le site ne renferme pas moins de 24 habitats d'intérêt européen (dont quatre prioritaires comme les landes humides tempérées à bruyères à quatre angles et bruyère ciliée), cinq espèces également d'intérêt européen telles que le triton crêté, 30 espèces végétales protégées comme le lycopode inondé, la pyrole des dunes, la spiranthe d'été.